# Nestorivka, Borîspil
Nestorivka (în ucraineană Несторівка) este un sat în orașul regional Borîspil din raionul Borîspil, regiunea Kiev, Ucraina.

## Demografie
Componența lingvistică a localității Nestorivka
     Ucraineană (97,63%)
     Rusă (2,37%)
Conform recensământului din 2001, majoritatea populației localității Nestorivka era vorbitoare de ucraineană (97,63%), existând în minoritate și vorbitori de rusă (2,37%).